# INVAP
INVAP SE (span. Investigaciones Aplicadas Sociedad del Estado, übersetzt Staatliche Gesellschaft für angewandte Forschung) ist ein staatliches argentinisches Hochtechnologieunternehmen mit Sitz in San Carlos de Bariloche. Es gehört zum Teil der Provinz Río Negro und zum anderen Teil der argentinischen Bundesregierung, die es über die Nationale Atomenergiekommission (CNEA) kontrolliert, und wurde 1976 gegründet. Die Geschäftstätigkeit von INVAP verteilt sich auf die Sparten Nukleartechnik, Luft- und Raumfahrttechnik, Wehr- und Sicherheitstechnik sowie Energietechnik.
Im Jahr 2007  betrieb das Unternehmen neben der Zentrale in Bariloche auch Zweigstellen in Buenos Aires, Sydney (Australien) und Kairo (Ägypten) sowie Tochtergesellschaften in Brasilien (INVAP do Brasil, São Paulo) und den USA (Black River Technology Inc., Valparaiso, Indiana). Daneben gehörte zur Firma die argentinische Tochtergesellschaft INVAP Ingeniería S.A. (IISA), ebenfalls ihren Sitz in Bariloche.

## Sparten
INVAPs bekannteste Sparte ist die Nukleartechnologie und der Bau von zum Teil kommerziell (z. B. Herstellung von Rohmaterial von Mikroelektronikkomponenten) einsetzbaren Forschungsreaktoren, die das Unternehmen weltweit exportiert. Ebenfalls wurde ein kommerzieller Reaktor namens CAREM entwickelt, dessen Bau jedoch noch nicht verwirklicht wurde. Weiterhin ist das Unternehmen in Lateinamerika in der Raumfahrttechnologie führend und stellt Komponenten für die Raumfahrzeuge der NASA und die staatliche Raumfahrtgesellschaft CONAE her, insbesondere Satelliten und Ausrüstung für Bodenstationen. Es handelt sich um das einzige Unternehmen in Lateinamerika, das in der Lage ist, komplette Raumfahrtsmissionen zu entwickeln.
Die Firma beschäftigte Mitte der 2000er Jahre 360 Mitarbeiter.

## Kernreaktoren
INVAP stellte bis 2007 folgende Kernreaktoren her:
| Staat       | Ort        | Name   | Baujahr | Leistung (MW)         | Anmerkungen                                                                           |
| ----------- | ---------- | ------ | ------- | --------------------- | ------------------------------------------------------------------------------------- |
| Ägypten     | Kairo      | ETRR-2 | 1997    | 22                    | Wurde der Ägyptischen Atomernergiebehörde verkauft.                                   |
| Algerien    | Algier     | NUR    | 1989    | 1                     | Wurde der staatlichen algerischen Forschungsanstalt verkauft.                         |
| Argentinien | Bariloche  | RA-6   | 1982    | 0,5                   | Forschungsreaktor der CNEA.                                                           |
| Argentinien | Pilcaniyeu | RA-8   | 1997    | keine (nur Forschung) | Forschungsreaktor der CNEA. Dient als Testanlage für den kommerziellen Reaktor CAREM. |
| Australien  | Sydney     | OPAL   | 2005    | 20                    | Wurde der australischen Nukleartechnikkommission ANSTO verkauft.                      |
| Peru        | Huarangal  | RP-10  | 1988    | 10                    | Über die CNEA dem Peruanischen Atomenergieinstitut verkauft.                          |
| Peru        | Lima       | RP-0   | 1978    | keine (nur Forschung) | Über die CNEA dem Peruanischen Atomenergieinstitut verkauft. Trainingsreaktor.        |

## Andere Projekte

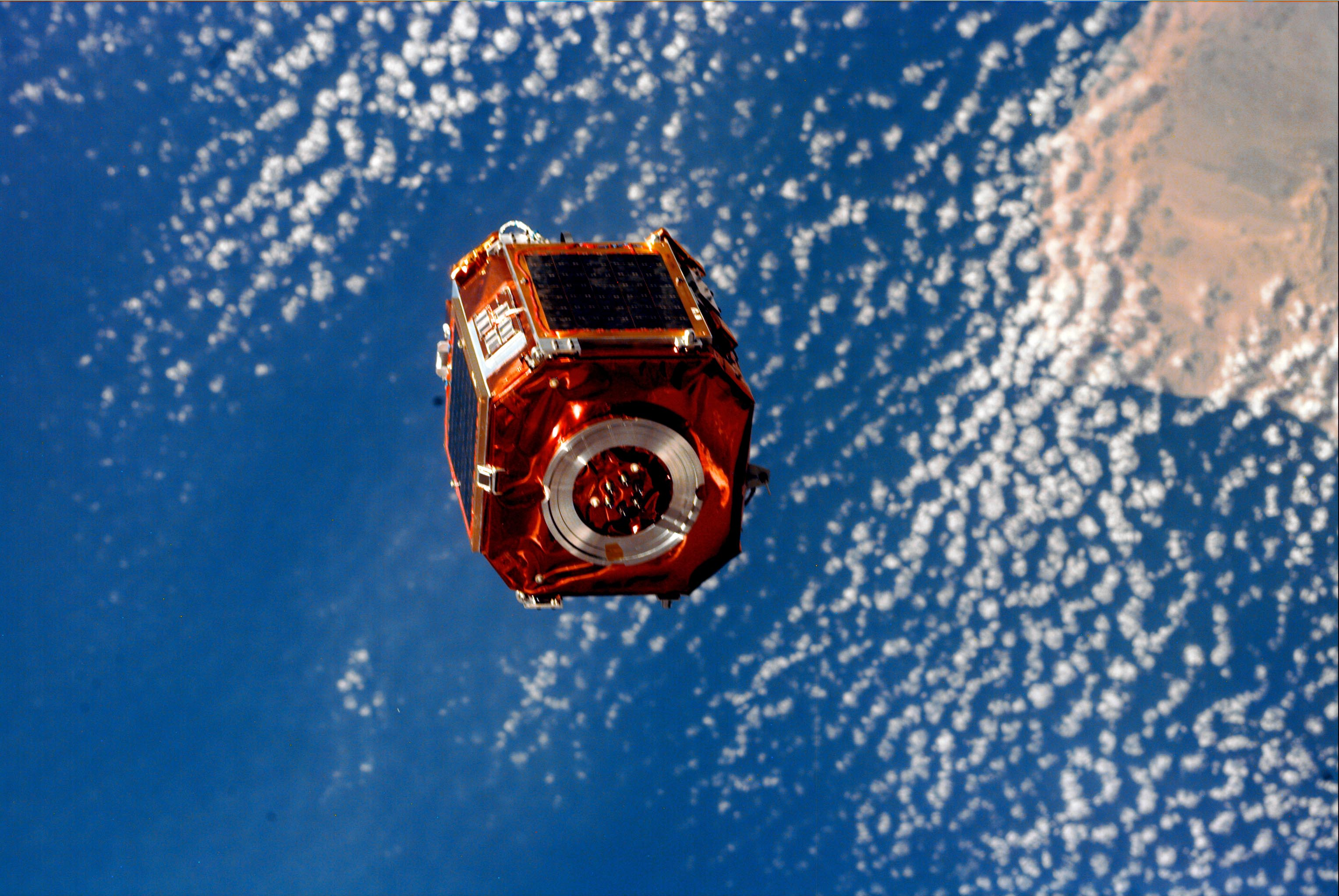
SAC-A Satellit

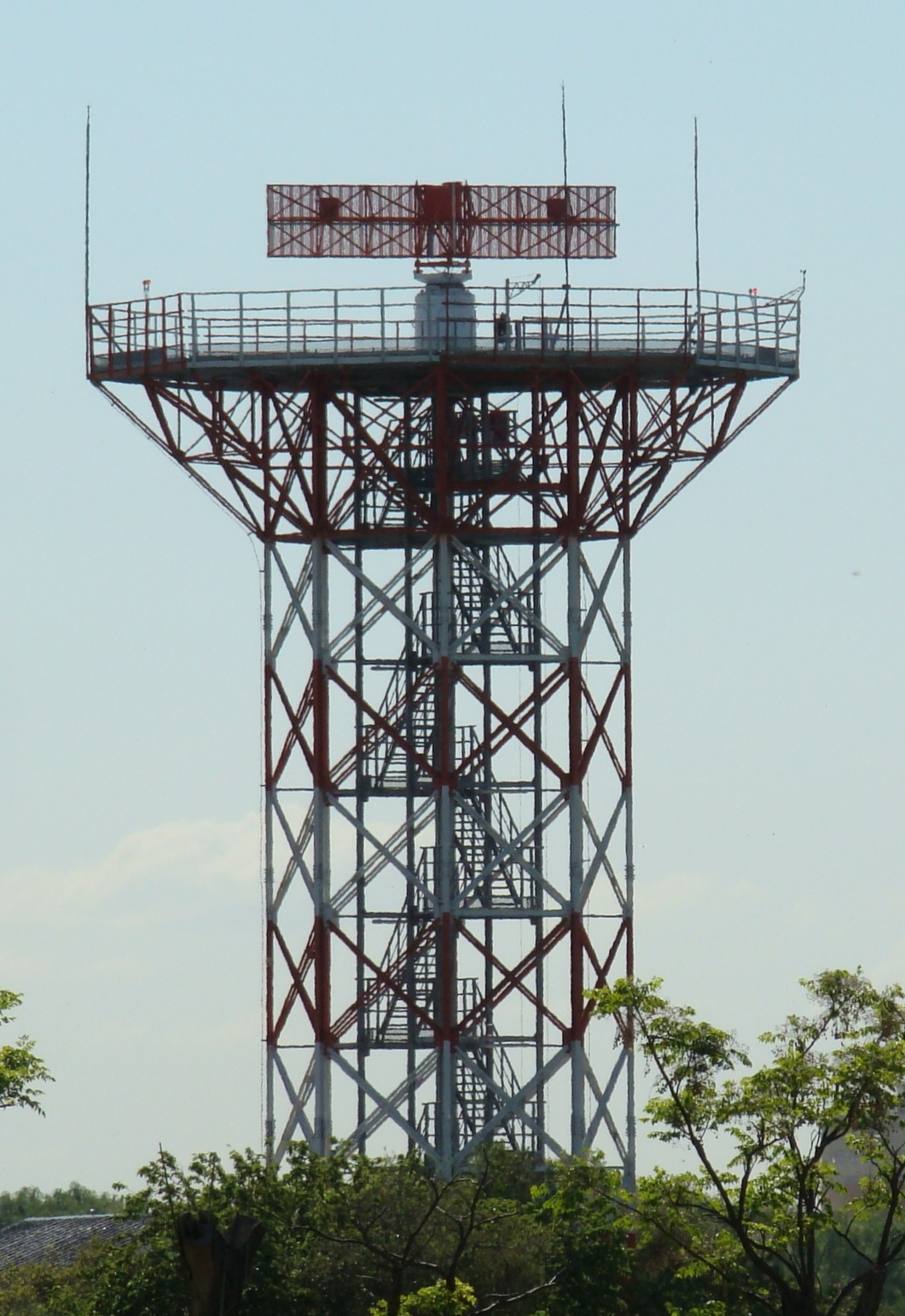
INVAP-Radar in Buenos Aires

- 2D-Radaranlagen für die argentinische Luftwaffe[3]
- Abwasser- und Müllverarbeitung
- Anlagen zur Prozessierung radioaktiver Isotope, z. B. für die Strahlentherapie
- Industrieroboter (REMA-Projekt, automatische und halbautomatische Reparatur- und Wartungssysteme)
- Lösungen zur Lagerung von Atommüll (ASECQ-System)
- Medizinische Geräte
- Petrochemische Industrieanlagen
- Satelliten und Forschungsapparate für die argentinische Raumfahrtbehörde[4]
- Schiffahrtssimulatoren (MELIPAL-Programm)
- Technologie zur Erdöl- und Erdgasförderung, über die Tochtergesellschaft IISA (INVAP Ingeniería S.A.)
- Teile für das militärische Transportschiff ARA Hércules
- Trockenkühlanlagen für die Konservierung von Obst und Gemüse
- Waldbrand-Frühalarmsysteme
- Windenergieanlagen